# Zielone Mazowsze
Zielone Mazowsze – ekologiczna organizacja pozarządowa zarejestrowana jako stowarzyszenie w 1994 w Warszawie. Do jesieni 2015 roku Zielone Mazowsze było organizatorem Warszawskiej Masy Krytycznej.

## Historia
W latach 1990–1994 znana jako warszawska grupa Federacji Zielonych. 
Od 2004 r. Zielone Mazowsze ma status organizacji pożytku publicznego. 
W 2007 r. stowarzyszenie zostało uhonorowane uchwałą Rady m.st. Warszawy XI/350/2007, jako pierwsza w historii miasta organizacja pozarządowa otrzymując Nagrodę Miasta Stołecznego Warszawy.
W 2015 r. działania Zielonego Mazowsza na rzecz wytyczania brakujących przejść dla pieszych w Warszawie zostały wyróżnione nagrodą w międzynarodowym konkursie wizjonerów ruchu pieszego Walking Visionaries Awards.
W 2016 r. stowarzyszenie otrzymało nagrodę Miasto i Transport 2016 za działania w ramach projektu „Razem bez barier”.

## Działalność
Zajmuje się przede wszystkim promocją zrównoważonego transportu, czyli modelem rozwoju przestrzeni miejskiej i infrastruktury transportowej ogólnokrajowej, która umożliwia sprawne poruszanie się bez konieczności degradacji środowiska i przestrzeni. Przejawia się to w lobbowaniu na rzecz ścieżek rowerowych, respektowania praw pieszych oraz sprawnego systemu komunikacji miejskiej i kolejowej - m.in. poprzez zgłaszanie uwagi i wniosków do projektowanych inwestycji komunikacyjnych na różnych etapach ich przygotowania. 
W przypadkach nieuwzględnienia wniosków złożonych w ramach konsultacji społecznych organizacja czasem korzysta z prawa odwołania w postępowaniu administracyjnym lub sądowym, co bywa postrzegane jako blokowanie inwestycji. 
W przypadku niektórych inwestycji drogowych dążą do całkowitego usunięcia ich poza teren miasta Warszawy. Należą do nich autostrada A2 do Warszawy, Ekspresowa Obwodnica Warszawy oraz część wylotowych tras ekspresowych planowanych w ramach budowy Warszawskiego Węzła Drogowego.

## Współpraca
Zielone Mazowsze jest zrzeszone w sieci Miasta dla rowerów, działającej na rzecz rozwoju ruchu rowerowego w miastach, i Koalicji Klimatycznej. Jest także członkiem Europejskiej Federacji Pasażerów.

## Projekty
Jedną z najbardziej znanych akcji Zielonego Mazowsza był organizowany do września 2016 r. comiesięczny przejazd rowerzystów po ulicach Warszawy, znany jako Warszawska Masa Krytyczna. Demonstracja na rzecz traktowania rowerów jako równouprawnionych uczestników ruchu, zarówno pod względem prawa, jak i infrastruktury, ruszała w ostatni piątek każdego miesiąca o 18:00 z Placu Zamkowego. Od października 2016 r. wydarzenie zmieniło formułę na organizowane kilka razy w roku podczas szczególnych okazji.
Inne stałe projekty i programy prowadzone przez stowarzyszenie to:
- działalność doradcza dla samorządów w ramach Centrum Zrównoważonego Transportu
- interwencje Społecznego Rzecznika Niezmotoryzowanych
- program rekultywacji zieleni miejskiej Co z tą Warszawą?